# اس‌ام یو-۷۹
اس‌ام یو-۷۹ (به انگلیسی: SM U-79) یک زیردریایی بود که طول آن ۵۶٫۸ متر (۱۸۶ فوت ۴ اینچ) و ارتفاع آن ۸٫۲۵ متر (۲۷ فوت ۱ اینچ) بود. این زیردریایی در سال ۱۹۱۵ ساخته شد.